# Peinaleopolynoe elvisi
Peinaleopolynoe elvisi is een borstelworm uit de familie van de Polynoidae. De wetenschappelijke naam van de soort werd voor het eerst geldig gepubliceerd in 2020 door Hatch en Rouse.